# Ministerium für öffentliche Sicherheit (Israel)

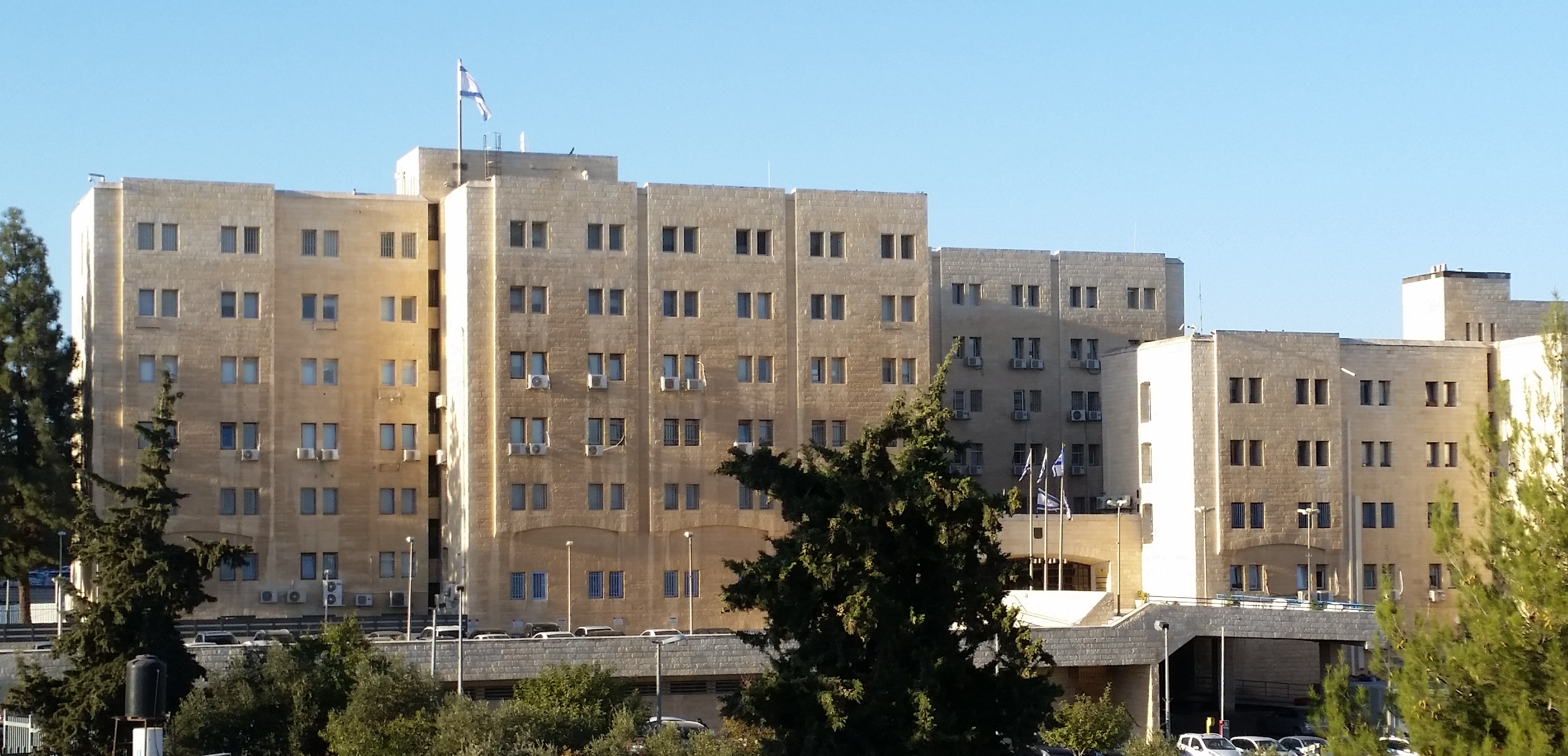
Amtssitz des Ministeriums

Das Ministerium für öffentliche Sicherheit, seit 2023 Ministerium für nationale Sicherheit (hebräisch הַמִּשְׂרָד לְבִטָּחוֹן לְאֻמִּי HaMisrad ləViṭṭachōn Ləʾummī) ist ein israelisches Ministerium. Das Ministerium kontrolliert die  israelische Polizei, die israelischen Justizvollzugsanstalten und die Feuerwehr in Israel. Der Minister für nationale Sicherheit (hebräisch שַׂר לְבִטָּחוֹן לְאֻמִּי Sar ləViṭṭachōn Ləʾummī) ist der politische Führer des Ministeriums.
Bis 1995 war diese Position als Minister der Polizei (hebräisch שַׂר הַמִּשְׁטָרָה Sar haMischṭarah), dann bis 2023 als Minister für innere Sicherheit (hebräisch שַׂר לְבִטָּחוֹן הַפָּנִים Sar ləViṭṭachōn haPanīm) bekannt. Es ist ein eigenes Ministerium – getrennt vom Ministerium für innere Angelegenheiten. Der erste Polizeiminister Bechor-Schalom Schitrit war ein früherer Polizist und war zuständig seit der israelischen Unabhängigkeitserklärung im Jahr 1948 bis zu einem Monat vor seinem Tod im Januar 1967. Er arbeitete in 14 Regierungen und war damit der am längsten amtierende Minister. Der Posten wurde 1977 zunächst abgeschafft, aber wieder eingeführt, als 1984 Schimʿōn Peres Premierminister wurde.

## Liste der Minister
| Minister                | Partei                                      | Regierung   | Amtsdauer                           |
| ----------------------- | ------------------------------------------- | ----------- | ----------------------------------- |
| Bechor-Schalom Schitrit | Sfaradim weʿAdot Misrach, Mapai, HaMaʿarach | 1. bis 13.  | 14. Mai 1948 – 2. Jan. 1967         |
| Eliahu Sasson           | HaMaʿarach                                  | 13., 14.    | 2. Jan. 1967 – 15. Dez. 1969        |
| Schlomo Hillel          | HaMaʿarach                                  | 15. bis 17. | 15. Dez. 1969 – 20. Juni 1977       |
| Chaim Bar-Lew           | HaMaʿarach                                  | 21. bis 23. | 13. Sep. 1984 – 15. März 1990       |
| Roni Milo               | Likud                                       | 24.         | 11. Juni 1990 – 13. Juli 1992       |
| Mosche Schachal         | ʿAvoda                                      | 25., 26.    | 13. Juli 1992 – 18. Juni 1996       |
| Avigdor Kahalani        | HaDerech HaSchlischit                       | 27.         | 18. Juni 1996 – 6. Juli 1999        |
| Schlomo Ben Ami         | Jisraʾel Achat                              | 28.         | 6. Juli 1999 – 7. März 2001         |
| Uzi Landau              | Likud                                       | 29.         | 7. März 2001 – 28. Feb. 2003        |
| Zachi haNegbi           | Likud                                       | 30.         | 28. Feb. 2003 – 6 Sep. 2004         |
| Gidʿon ʿEzra            | Likud, Kadima                               | 30.         | 6. Sep. 2004 – 4. Mai 2006          |
| Avi Dichter             | Kadima                                      | 31.         | 4. Mai 2006 – 1. April 2009         |
| Jitzchak Aharonovitsch  | Jisraʾel Beitenu                            | 32., 33.    | 1. April 2009 – 14. Mai 2015        |
| Yariv Levin             | Likud                                       | 34.         | 14. Mai 2015 – 25. Mai 2015         |
| Gilʿad Erdan            | Likud                                       | 34.         | 25. Mai 2015 – 17. Mai 2020         |
| Amir Ohana              | Likud                                       | 35.         | 17. Mai 2020 – 13. Juni 2021        |
| Omer Bar-Lev            | ʿAvoda                                      | 36.         | 13. Juni 2021 – 29. Dezember 2022   |
| Itamar Ben-Gvir         | Otzma Jehudit                               | 37.         | 29. Dezember 2022 – 19. Januar 2025 |
| Haim Katz               | Likud                                       | 37.         | 23. Januar 2025 – 19. März 2025     |
| Itamar Ben-Gvir         | Otzma Jehudit                               | 37.         | 19. März 2025 – amtierend           |

### Stellvertretende Minister
| Namen         | Partei        | Kabinett | Dauer                         |
| ------------- | ------------- | -------- | ----------------------------- |
| Gideʿon ʿEzra | Likud         | 29.      | 7. März 2001 – 28. Feb. 2003  |
| Jacob Edery   | Likud, Kadima | 30.      | 10. Feb. 2003 – 18. Jan. 2006 |
| Gadi Yevarkan | Likud         | 35.      | 25. Mai 2020 – 13. Juni 2021  |